# Platycoryne paludosa
Platycoryne paludosa là một loài thực vật có hoa trong họ Lan. Loài này được (Lindl.) Rolfe miêu tả khoa học đầu tiên năm 1898.